# 今津 (福岡市)
今津（いまづ）は、福岡県福岡市西区の町名。現行の行政地名は今津である。面積は628.65ヘクタール。2022年12月末現在の人口は
3,129人。郵便番号は819-0165。

## 地理
福岡市西区のやや西より、海に面する地域に位置する。北及び東で博多湾（今津湾）に面し、南東で瑞梅寺川（ずいばいじがわ）の河口部を介して横浜及び田尻と、南西で太郎丸及び桑原（くわばら）と、西で草場（くさば）及び小田（こた）と隣接する。

### 通称地名
正式町名である今津のほかに、濱崎（はまさき）、本町（ほんまち）、岡（おか）、緑町（みどりまち）、大原（おおばる）の通称町名が慣用的に用いられており、それぞれに町内会が組織されている。

### 河川
今津の南側に瑞梅寺川（二級河川）及びその支流である水崎川（みずさきがわ、二級河川）が面しており、北部で大原川（おおばるがわ、準用河川）及び津舟川（つふねがわ、普通河川）が横断している。

### 都市計画
都市計画に関しては、「福岡市都市計画マスタープラン」において、農地が広がり農漁村集落が分布する「農業・集落ゾーン」及び緑豊かな山並みや海岸線からなる「山地・丘陵地」等に位置付けられている。区域区分は、市街化調整区域に指定されており、原則として新たな開発行為や建築行為が認められない。ただし、都市計画法で限定的に列挙されている一定の開発行為及び建築行為は認められる。今津において特に指定がなされている区域等については以下のようなものがある。

#### 地区計画
一部の区域において、地区計画として「今津地区地区計画」（約4.9ヘクタール）が定められている。この区域では、周辺の自然環境、営農環境と調和を図りつつ、低層住宅地としての良好な住環境の形成・保全を図ることが目標とされており、一定の開発行為や建築行為が認められる。

#### 沿道サービス施設
今津においては、市街化調整区域内であっても許可の対象となる沿道サービス施設の許可条件の一つである沿道サービス指定路線が次の路線について指定されている。
- 1983年（昭和58年）6月21日指定：福岡志摩前原線の一部

#### 既存集落
今津の一部の区域においては、市街化調整区域内であっても、日用品販売店舗や分家住宅などの建築物を建築することができる「指定既存集落」の区域が指定されている。

#### 都市計画法第34条第11号及び第12号に基づく区域指定型の制度
都市計画法第34条第11号及び第12号に基づき、住宅や小規模な店舗などを建築することができる「区域指定型制度」の区域が複数箇所で指定されている。高齢化や人口減少などの課題を抱える既存集落における地域の活性化が期待されており、制度の創設（第11号：2004年4月1日、第12号：2015年9月24日）以来、人口や児童数などで市街化区域への編入と同様の効果が表れ始めている。指定区域は次のとおりである。
- 2013年（平成25年）6月20日指定：今津地区（約4.9ヘクタール、第11号、「今津地区地区計画[市207号]」[7]にも指定）
- 2017年（平成29年）6月12日指定：今津地区-濱崎町内会（約5.1ヘクタール、第12号）
- 2017年（平成29年）12月14日指定：今津地区-緑町町内会（約16.7ヘクタール、2020年4月23日追加指定、第12号）
- 2018年（平成30年）5月10日指定：今津地区-今津大原町内会（約29.5ヘクタール、第12号）
- 2019年（令和元年）8月29日指定：今津地区-今津岡区町内会及び本町町内会（約21.6ヘクタール、第12号）

#### 都市計画法第34条第14号に基づく新基準
今津は「福岡市開発審査会附議基準」の2016年（平成28年）6月8日改訂によりできた新基準である「地域産業振興施設」の対象となる区域の一つである今津小学校区に含まれている。この制度では、地域住民の合意のもと、農林水産業や観光業など、地域産業の振興に寄与する建築物の立地が可能となり、例えば既存集落以外の地域におけるレストラン、カフェ、直売所、宿泊施設（ホテル）、体験・交流施設、観光案内所、土産物屋などが許可の対象とされている。

## 語源
地名は、古代に博多津（古津）に対して新しく開かれた湊であることによる。

## 人口
今津の人口の推移を福岡市の住民基本台帳（公称町別）に基づき示す。単位は人、集計時点は各年9月末現在である。人口の減少が2018年以降には増加に転じている。
- 2001年（平成13年）：3,466
- 2002年（平成14年）：3,464
- 2003年（平成15年）：3,386
- 2004年（平成16年）：3,401
- 2005年（平成17年）：3,359
- 2006年（平成18年）：3,340
- 2007年（平成19年）：3,285
- 2008年（平成20年）：3,195
- 2009年（平成21年）：3,137
- 2010年（平成22年）：3,147
- 2011年（平成23年）：3,130
- 2012年（平成24年）：3,072
- 2013年（平成25年）：3,052
- 2014年（平成26年）：2,997
- 2015年（平成27年）：2,915
- 2016年（平成28年）：2,884
- 2017年（平成29年）：2,877
- 2018年（平成30年）：2,944
- 2019年（令和元年）：2,969
- 2020年（令和2年）：3,000
- 2021年（令和3年）：3,030
- 2022年（令和4年）：3,112

## 交通
交通に関しては、公共交通機関としてはバスのみである。

### 鉄道
鉄道は通っていない。最寄りの駅は九州旅客鉄道（JR九州）筑肥線の九大学研都市駅であり、距離は道程で約3～9キロメートルである。

### バス
昭和自動車株式会社（通称：「昭和バス」）のバスが運行している。町内のバス停は次の通り。
- 日赤入口（にっせきいりぐち）
- 今津
- 福祉村施設前
- 緑町（みどりまち）
- 今津運動公園前
- 長浜（ながはま）
- 大原海水浴場前（おおばるかいすいよくじょうまえ）
- 大原（おおばる）
- 大原橋
- 大原西

### 道路
主な幹線道路は次の通り。
- 福岡県道54号福岡志摩前原線
- 福岡県道566号大原周船寺停車場線
- 福岡県道611号西ノ浦今宿自転車道線

## 施設

### 公共公益施設
- 今津駐在所[15]
- 福岡市今津公民館[16]
- 浜崎今津漁港（漁港漁場整備法における第一種漁港、「小型船舶係留施設」[17]）
- 福岡市漁業協同組合浜崎今津出張所
- 福岡市西部（中田）埋立場
- 福岡市西部汚水処理場
- 福岡県水産海洋技術センター[注釈 2]（公設試験研究機関）
- 今津運動公園（福岡市の有料公園施設[18]：野球場、体育館、テニス場、その他の球技場、駐車場等）
- 福岡市今津リフレッシュ農園[19]：体験農園、ふれあい農園、果実採取園、研修室、交流センター、芝生広場、駐車場その他の施設

### 学校
町内の学校は次の通り。
- 福岡市立今津小学校
- 国立障害者リハビリテーションセンター自立支援局福岡視力障害センター[20]
- 福岡市立今津特別支援学校[21]

町内に中学校は存在しないが、校区については、次の学校の校区に属する。
- 中学校：福岡市立玄洋中学校（横浜）

### 医療施設
主な医療施設については、以下のとおりであり、周辺の福祉施設との距離が近い。
- 今津赤十字病院[23]
- シーサイド病院[24]
- 川添記念病院[25]

### 福祉施設
今津には福祉施設が多く集積している。
- 特別養護老人ホーム大寿園[26]
- 第一野の花学園
- 野の花学園通勤寮
- 放課後等デイサービス野の花

## 名所・旧跡

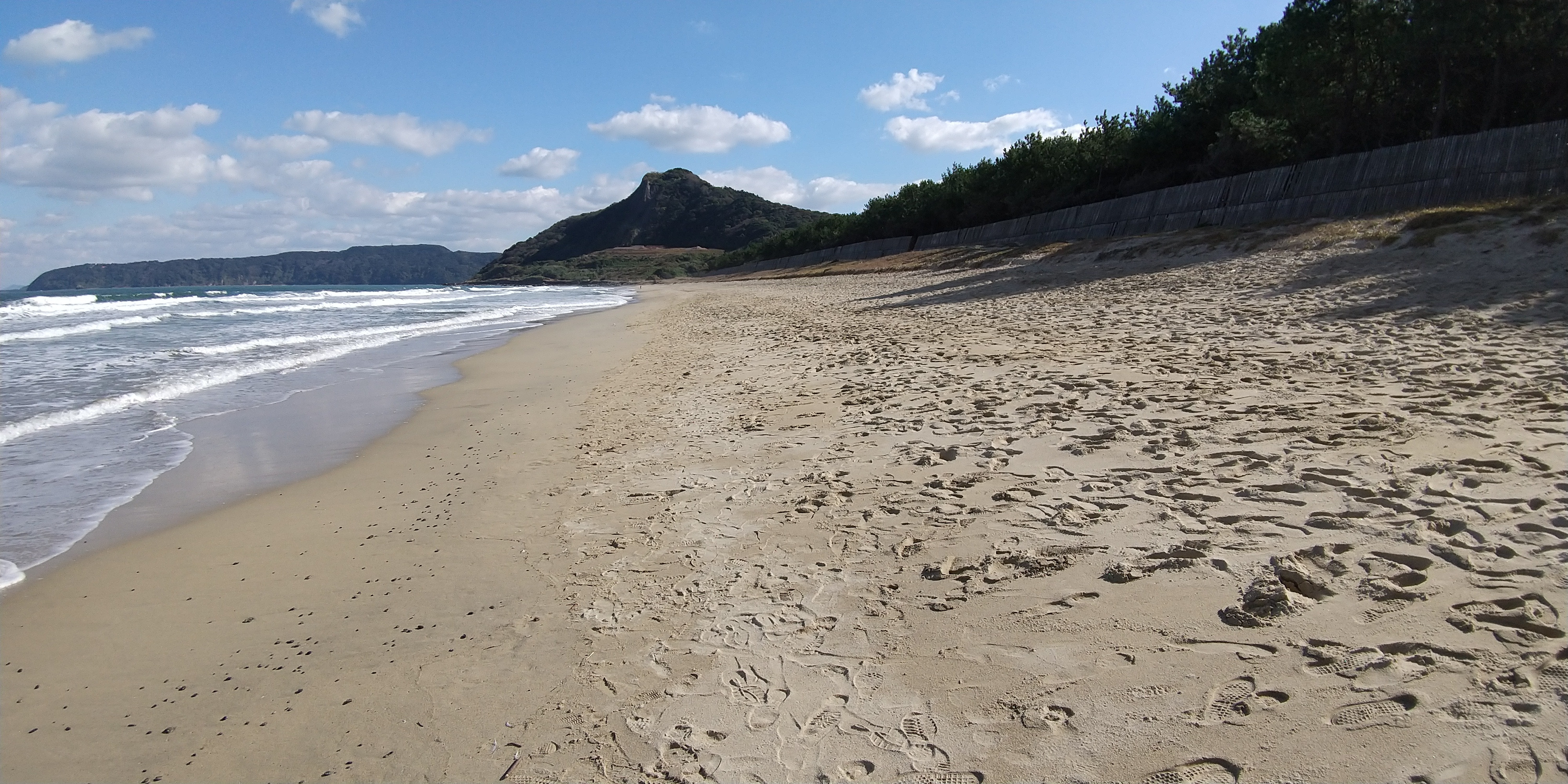
長浜海岸（東側）

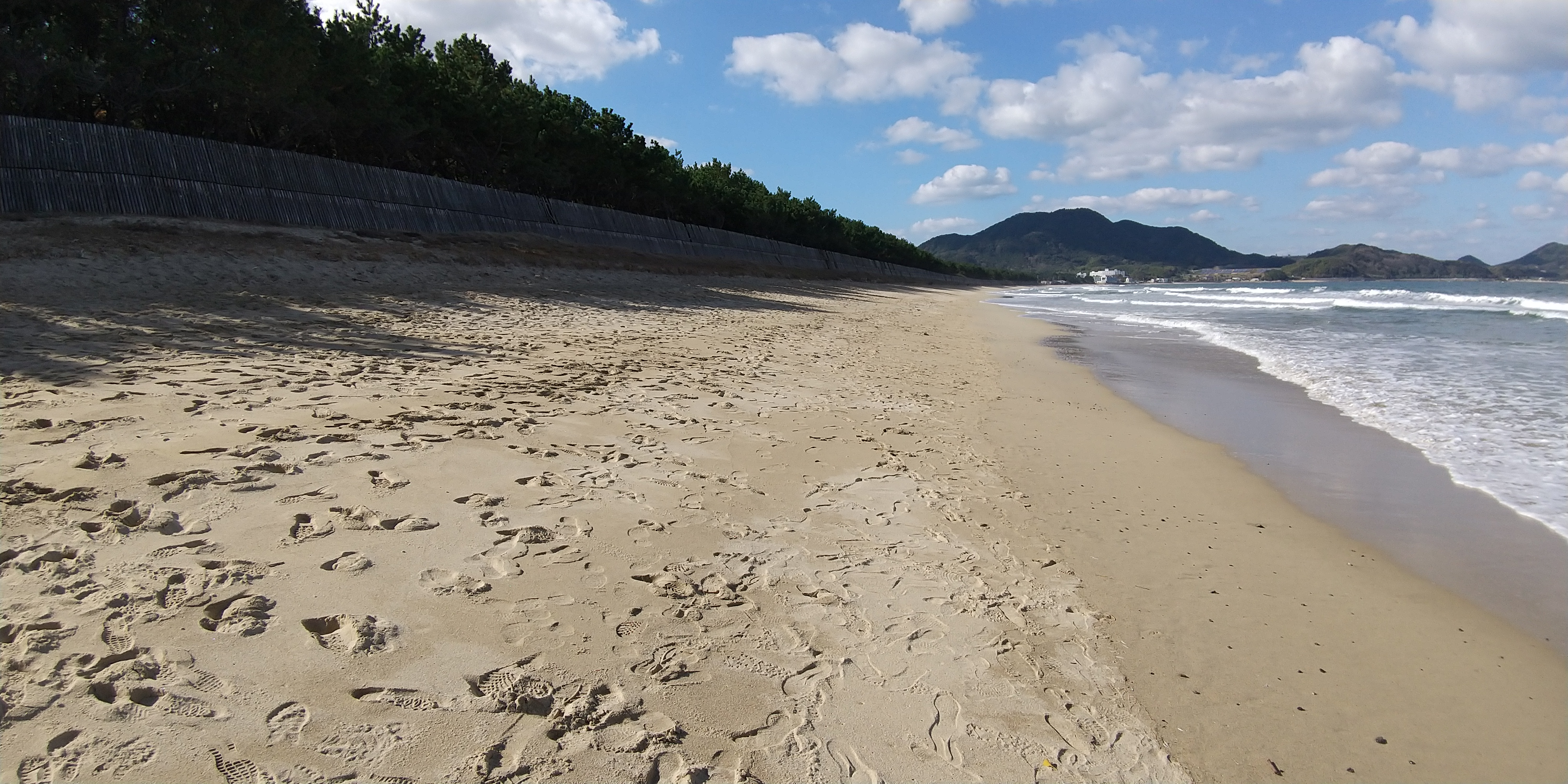
長浜海岸（西側）

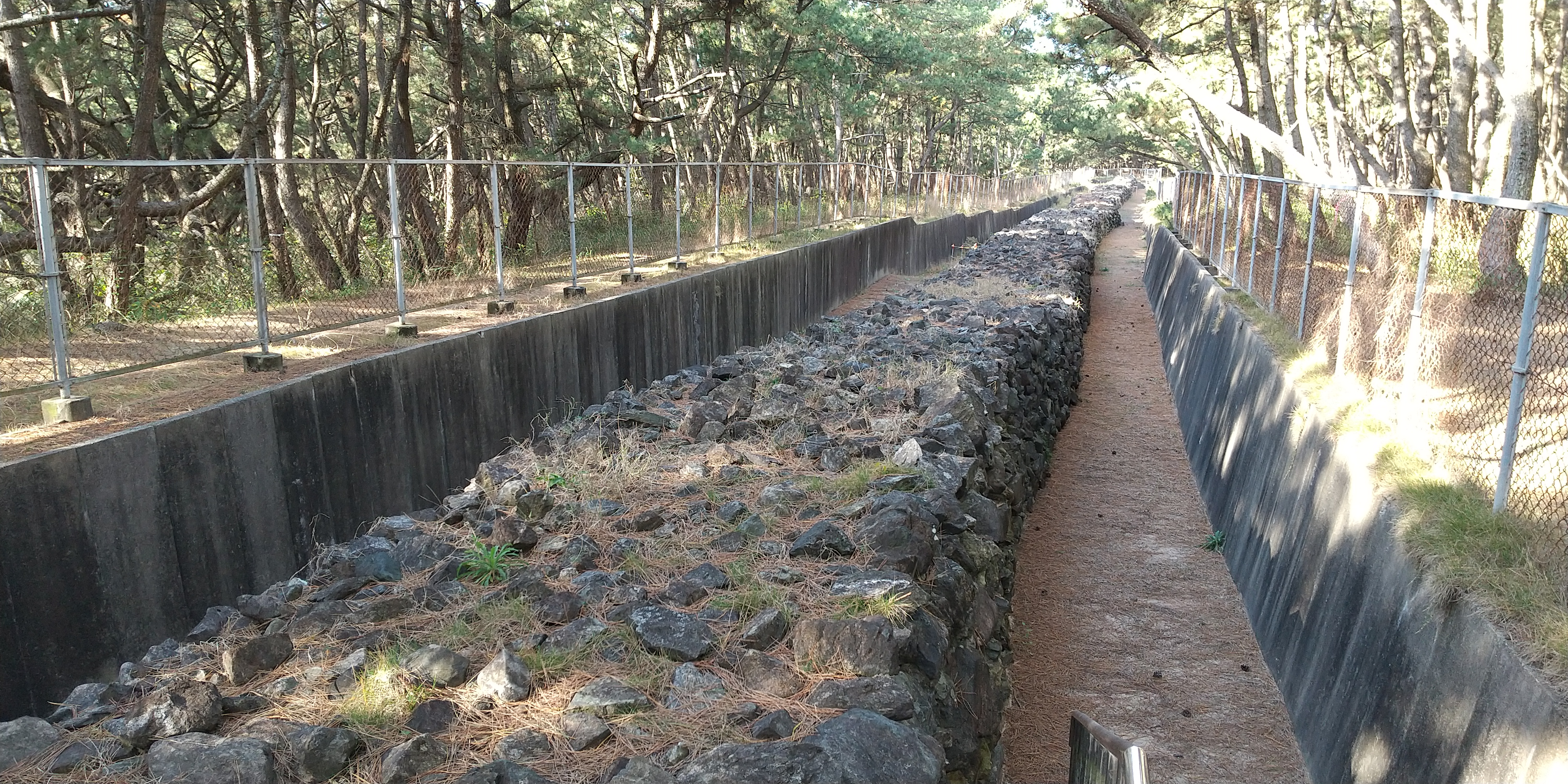
元寇防塁（今津地区）

- 今津干潟[注釈 4]
- 長浜海岸[注釈 5]
- 熊野神社（くまのじんじゃ）
- 元寇防塁（げんこうぼうるい）[注釈 6]
- 柑子岳城跡（こうしだけじょうあと）[28]
- 四所神社（ししょじんじゃ）
- 勝福寺[29]
- 白山神社（しらやまじんじゃ）
- 誓願寺[30]
- 宝島（ほうじま）[注釈 7]
- 登志神社（としじんじゃ）[注釈 8]
- 八大龍王（はちだいりゅうおう）
- 毘沙門山（びしゃもんやま）
- 蒙古塚（千人塚）
- 蒙古塚（万人塚）
- 今津十一日まつり[注釈 9]
- 今津人形芝居[注釈 10]